# 琥珀色の雨にぬれて
『琥珀色の雨にぬれて』（こはくいろのあめにぬれて）は、宝塚歌劇団のミュージカル作品。柴田侑宏作。
1920年代のフランスを舞台に、青年貴族クロードが、神秘的な女性シャロンと清純な令嬢フランソワーズの間で揺れ動く恋愛模様を描く。

## 概要
1984年初演。執筆の意図として柴田は、男性1人と対照的な女性2人の三角関係、という一種典型的な恋愛模様を、第一次世界大戦終戦後一気に自由な風潮に包まれた時代のフランスで描きたかったと明かしており、本作の着想について「ドストエフスキーの『白痴』に着想を得て、宝塚に合わせたロマンティックな物語を描いています」とも述べている。
初演が好評を博し、3年後に地方公演（現在の全国ツアー公演）にて再演、その後約15年を経て本公演にて再演を果たした後は、次の約15年で3度の全国ツアー公演を重ね、2024年にも合計5度目となる全国ツアーが予定されている。

## あらすじ
舞台は1922年のフランス、第一次世界大戦から生還した青年貴族クロードは、秋のある朝、散歩に出たフォンテンブローの森で神秘的な美女、シャロンに出会う。シャロンに一目で心を奪われた彼に、シャロンの取り巻き・ルイは彼女の素性を話し、クロードとは別世界の女性だと忠告するが、クロードは彼女と精神的に通じ合えると主張、彼らの間には、シャロンに惹かれる者同士の奇妙な親近感が生まれていく。
帰宅したクロードを、友人ミッシェルと、その妹でクロードの婚約者・フランソワーズが待っていた。クロードはシャロンとの出会いの余韻がさめやらず、フランソワーズの話にも、気もそぞろ。フランソワーズはクロードの変化を感じ取る。
ある夜、ルイたちジゴロも所属するパリの高級クラブ“フルール”で過ごしていたクロードは、客に絡まれたシャロンを助ける。クロードに好意を感じて感謝の口づけをするシャロン。その場に居合わせたフランソワーズも、クロードの変化の理由を知り、クロードとシャロンの関係に不安を感じるのだった。
その後、シャロンが富豪の銀行家ジョルジュに連れられニースに行くと聞いたクロードは、後を追うことを決意、公平な競争を約束したルイを誘ってニースへ向かう豪華列車トランブルー（青列車）に乗り込む。道中シャロンと語らいの時をもったクロードは、琥珀色の雨が降るというイタリアのマジョレ湖にいつか共に行く約束をする。
しかし、ニースのホテルに、クロードを追って自動車を飛ばし、疲労困憊したフランソワーズが現れる。彼女の素性を知らないシャロンはフランソワーズをいたわるが、フランソワーズは自分の素性を明かしてシャロンを拒絶し、クロードを汚さないでほしいと叫ぶ。フランソワーズの一途さに動揺したシャロンは、クロードに求婚された、承諾するつもりだと嘘を話す。彼女たちの会話中にクロードが現れるが、フランソワーズは失望して走り去る。結局クロードはフランソワーズを心配して追いかけ、ルイがその場に残る。ルイはシャロンの動揺を見抜き、彼女を理解できるのは同類の自分だと愛を告白、2人はそのままニースのホテルから共に姿を消した。
やがてクロードはフランソワーズと結婚。ミッシェルと共に始めた航空会社も軌道に乗り、公私ともに穏やかな日々が訪れていた。しかし1年あまりたった春、クロードはシャロンと再会を果たす…

## 登場人物
- クロード・ドゥ・ベルナール公爵
- シャロン・カザティ - マヌカン
- ルイ・バランタン - ジゴロ
- フランソワーズ - ミッシェルの妹で、クロードの婚約者

- ミッシェル・ドゥ・プレール伯爵 - クロードの友人
- エヴァ - 高級クラブ“フルール”の女主人
- アルベール - ジゴロ
- ピエール - ジゴロ
- ジョルジュ・ドゥ・ボーモン伯爵 - 銀行家の富豪
- シャルル・ドゥ・ノアーユ子爵 - 生花商人
- ジュヌヴィエーヴ - ピエールの恋人

## 主な楽曲
- 琥珀色の雨にぬれて
- 青列車でニースへ
- あの人の悲しみ
- 恋の勝利
- 自由気まま

（作詞：柴田侑宏 作曲：寺田瀧雄）
- 恋してしまった
- ジゴロ

（作詞：柴田侑宏 作曲：高橋　城）
- クロードとルイ
- シャロンのテーマ

（作詞：正塚晴彦 作曲：高橋　城）
- セ・ラ・ヴィ

（作詞：柴田侑宏 作曲：寺田瀧雄
- フランソワーズのBG

（作曲 ： 高橋　城）
曲
- ジェラシー(Jalousie)
- ラ・クンパルシータ（La Cumparsita)
- 奥様お手をどうぞ(Ich kusse ihre Hand, Madame)
- 聞かせてよ愛の言葉を(Parlez-Moi D'amour)
- 黒い瞳

## これまでの公演

### 1984年花組・初演
2月10日 - 3月21日（新人公演：3月9日）：宝塚大劇場 
6月3日 - 6月27日（新人公演：6月13日）：東京宝塚劇場／大劇場公演中、若葉ひろみが休演した際は、ひびき美都が代役でシャロンを務めた（ひびきがもともと演じていたエマは桜木星子が代役に立った。ひびきは下記新人公演でシャロン役を務めていた）。
形式名は「ミュージカル・ロマン」。15場。
併演はレヴュー「ジュテーム」（作・演出：岡田敬二）。
当時高校生だった和央ようかは、友人とこの作品を観劇したのがきっかけで宝塚歌劇を志した。
- 新人公演の主要配役　＊氏名の後ろに「宝塚」「東京」の文字がなければ両劇場共通

クロード：幸和希／シャロン：ひびき美都／ルイ：真矢みき／フランソワーズ：水原環
ジョルジュ：梓のぼる／ミッシェル：星邑礼緒／シャルル：春野亜里紗／エヴァ：梢真奈美／ピエール：安寿ミラ／ジュヌヴィエーヴ：神奈美帆
マオ：桜木星子（東京）／アルマン：伊織なつ耶（東京）

### 1987年花組・地方公演
10月17日 - 11月8日／中部・東海・関東・近畿・中国の各地方、合計17会場で公演（10月17日・松阪、18日・刈谷、19日・野洲、21日・習志野、23日・柏崎、24日・加茂、25日・弥彦、27日・本庄、28日・日野、29日・調布、31日・徳山、11月1日・広島、2日・岡山、4日・福山、6日・江南、7日・尾張旭、8日・奈良）。
形式名は「ミュージカル・ロマン」。
併演はショー「ヒーローズ」（作・演出：三木章雄）。
同年12月に退団を控えたトップコンビ高汐・秋篠の最後の地方公演で、“さよなら地方公演”と銘うたれて巡演した。

### 2002年花組
3月1日 - 4月8日（新人公演：3月19日）:宝塚大劇場 
5月11日 - 6月23日（新人公演：5月21日）：東京宝塚劇場／匠が休演したため、代役公演。
形式名は「ミュージカル・ロマン」。15場。
柴田が眼病を抱えているため、柴田は主に脚本の推敲を行ない、演出は正塚晴彦が担当、以降、2017年版まで正塚が演出している。
併演はレビュー・アラモード「Cocktail」（作・演出：藤井大介）。トップスター匠ひびきの本公演唯一の主演公演となった。
初演からほぼすべての場面を受け継いで再演。初演の作曲者寺田瀧雄が2000年に逝去したため、再演にあたり音楽面では、吉田優子（寺田の弟子）と高橋城が寺田の旋律を生かしつつ推敲を加え、衣替えが図られている。この再演版が以降の再演の際の基本ヴァージョンとなった。
また、ミッシェル役は初演ではベテラン脇役・宝（当時の花組副組長）が演じたが、今回は3番手の瀬奈が演じ、以降の再演でも若手の役となった。
主演の匠は大劇場公演中に体調を崩し、その後の自身のコンサート・東京公演も休演。脊髄炎を患っていたことが明らかにされた。6月20日よりショーのみに復帰を果たした。
- 新人公演の主要配役

クロード：蘭寿とむ／シャロン：遠野あすか／ルイ：未涼亜希／フランソワーズ：桜一花
エヴァ：愛音羽麗／シャルル：未宙星沙／ジュルジュ・ドゥ・ボーモン伯爵：紫万新／ピエール：望月理世／ジュヌヴィエーヴ：舞城のどか

### 2003年花組・全国ツアー
10月11日 - 11月2日／北陸・東海・関東・近畿・中国・四国・九州の各地方、合計13会場で公演。
形式名は「ミュージカル・ロマン」。
併演は前回上演と同じレビュー・アラモード「Cocktail」（作・演出：藤井大介）。匠から春野への主演者変更に合わせ、レビュー内容を一部改訂している。
公演場所
- 10月11日・12日　NHK大阪ホール
- 10月14日・15日　福岡市民会館・大ホール
- 10月16日　九州厚生年金会館（福岡県北九州市）
- 10月18日　松山市民会館（愛媛県）
- 10月19日　西条総合文化会館（愛媛県）
- 10月21日　ふくやま藝術文化ホール（広島県）
- 10月23日　静岡市民文化会館
- 10月25日　岡谷市文化会館（長野県）
- 10月26日　山梨県立県民文化ホール
- 10月28日　小平市民文化会館（東京都）
- 10月29日　森のホール21（千葉県）
- 10月30日　市川市文化会館（千葉県）
- 11月1日・2日　名古屋市民会館・大ホール

### 2012年星組・全国ツアー
9月8日 - 9月30日／全国11会場で公演。
形式名は「ミュージカル・ロマン」。
花組以外での初の再演となる。
併演はショー・グルーヴ『Celebrity -セレブリティ-』（作・演出：稲葉太地）
公演場所
- 9月8日（土）・9日（日）　グリーンホール相模大野（神奈川県）
- 9月11日（火）　新潟県民会館
- 9月13日（木）　オーバード・ホール（富山県）
- 9月15日（土）　四日市市文化会館（三重県）
- 9月16日（日）・17日（月）　日本特殊陶業市民会館フォレストホール(名古屋市民会館)（愛知県）
- 9月19日（水）　神奈川県民ホール
- 9月20日（木）　大宮ソニックシティ（埼玉県）
- 9月22日（土）・23日（日）　イズミティ21（宮城県）
- 9月25日（火）　ニトリ文化ホール（旧・北海道厚生年金会館）（北海道札幌市）
- 9月27日（木）　岩手県民会館
- 9月29日（土）・30日（日）　梅田芸術劇場・メインホール（大阪府）

### 2017年雪組・全国ツアー
8月25日 - 9月18日／全国13会場で公演。
形式名は「ミュージカル・ロマン」。
新トップコンビ望海風斗、真彩希帆のプレお披露目公演。
併演はShow Spirit『“D”ramatic S!』（作・演出／中村 一徳）
公演場所
- 8月25日（金）- 27日（日）梅田芸術劇場メインホール（大阪府）
- 8月30日（水）宇都宮市文化会館（栃木県）
- 8月31日（木）郡山市民文化センター（福島県）
- 9月2日（土）・3（日）イズミティ21（宮城県）
- 9月5日（火）金沢歌劇座（石川県）
- 9月6日（水）オーバード・ホール（富山県）
- 9月8日（金）府中の森芸術劇場（東京都）
- 9月9日（土）・10（日）相模女子大学グリーンホール（神奈川県）
- 9月12日（火）森のホール21（千葉県）
- 9月13日（水）和光市民文化センター（埼玉県）
- 9月14日（木）伊勢崎市文化会館（群馬県）
- 9月16日（土）東海市芸術劇場（愛知県）
- 9月17日（日）・18日（月）愛知県芸術劇場 大ホール（愛知県）

### 2024年月組・全国ツアー
8月22日 - 9月16日／全国9会場で公演。
形式名は「ミュージカル・ロマン」。
新トップコンビ鳳月杏、天紫珠李のプレお披露目公演。
併演はレビュー・アニバーサリー『Grande TAKARAZUKA 110!』（作・演出／中村 一徳）
公演場所
- 8月22日（木）- 25日（日）梅田芸術劇場メインホール（大阪府）
- 8月28日（水）四日市市文化会館（三重県）
- 8月30日（金）- 9月1日（日）市川市文化会館（千葉県）
- 9月3日（火）金沢歌劇座（石川県）
- 9月4日（水）オーバード・ホール（富山県）
- 9月6日（金）- 8日（日）イズミティ21（宮城県）
- 9月10日（火）八戸市公会堂（青森県）
- 9月12日（木）岩手県民会館（岩手県）
- 9月14日（土）- 16日（月）札幌文化芸術劇場 hitaru（北海道）

## スタッフ

### 1984年
※氏名の後ろに「宝塚」、「東京」の文字がなければ両劇場共通。
- 作・演出：柴田侑宏[8]
- 作曲・編曲：寺田瀧雄[4]、高橋城[4]
- 音楽指揮：野村陽児（宝塚）[4]、伊沢一郎（東京）[7]
- 振付：司このみ[4]
- ソシアルダンス指導：神谷浩[4]
- 装置：黒田利邦[4]
- 衣装：任田幾英[4]
- 照明：今井直次[4]
- 小道具：榎本満春[4]
- 効果：扇野信夫[4]
- 音響監督：松永浩志[4]
- 演出補：村上信夫[4]
- 演出助手：正塚晴彦[4]
- 製作担当：横山美次（東京）[7]
- 制作：田中拓助[4]

### 2002年
氏名の後ろに「宝塚」、「東京」の文字がなければ両劇場共通。
- 作・演出：柴田侑宏[14]
- 演出：正塚晴彦[14]
- 作曲[10]・編曲[10]：高橋城、吉田優子、寺田瀧雄
- 編曲：鞍富信一（東京）
- 音楽指揮：岡田良機（宝塚）[10]、伊澤一郎（東京）[12]
- 振付：司このみ、室町あかね[10]
- 装置：大橋泰弘[10]
- 衣装：任田幾英[10]
- 照明：勝柴次朗[10]
- 小道具：伊集院徹也[10]
- 効果：扇野信夫[10]
- 音響：加門清邦[10]
- 演出助手[10]：荻田浩一、小柳奈穂子
- 音楽助手：青木朝子[10]
- 振付助手：名月かなで[10]
- 装置助手：國包洋子[10]
- 衣装補：河底美由紀[10]
- 小道具補：田中武彦[10]
- 舞台進行：西原徳充（宝塚）[10]、濱野文宏（東京）[12]
- 舞台美術製作：株式会社 宝塚舞台[10]
- 演奏：宝塚歌劇オーケストラ（宝塚）[10]
- 演奏コーディネート：株式会社 ダット・ミュージック（東京）[12]
- 制作：木村康久[10]
- 演出担当（新人公演）：荻田浩一[14]

### 2024年
- 作：柴田侑宏
- 演出：樫畑亜依子
- 作曲[10]・編曲[10]：高橋城、吉田優子、寺田瀧雄
- 編曲：高橋恵
- 振付：司このみ、名月かなで
- 擬闘：清家三彦
- 装置：稲生英介
- 衣装：加藤真美
- 照明：株式会社 宝塚舞台
- 音響：株式会社 宝塚舞台
- 小道具：山中悠生
- 演技指導：彩吹真央
- 歌唱指導：飯田純子
- 演出助手：橋本詩織
- 振付助手：魚澄陽香
- 装置助手：本名眞子
- 衣装助手：浦本菜々子
- 舞台進行：庄司哲久
- 舞台美術製作：株式会社 宝塚舞台
- 録音演奏：宝塚歌劇オーケストラ
- 制作：真加部隼
- 制作補：野田良昭、北原遥

## 配役一覧
|                         | 1984年花組            | 1984年花組 | 1987年花組 | 2002年花組 | 2002年花組 | 2003年花組 | 2012年星組 | 2017年雪組 | 2024年月組 |
| 宝塚                    | 東京                  | 地方       | 宝塚       | 東京       | 全国       | 全国       | 全国       | 全国       |            |
| ----------------------- | --------------------- | ---------- | ---------- | ---------- | ---------- | ---------- | ---------- | ---------- | ---------- |
| クロード                | 高汐巴                | 高汐巴     | 高汐巴     | 匠ひびき   | 春野寿美礼 | 春野寿美礼 | 柚希礼音   | 望海風斗   | 鳳月杏     |
| シャロン                | 若葉ひろみ ひびき美都 | 若葉ひろみ | 秋篠美帆   | 大鳥れい   | 大鳥れい   | ふづき美世 | 夢咲ねね   | 真彩希帆   | 天紫珠李   |
| ルイ                    | 大浦みずき            | 大浦みずき | 朝香じゅん | 春野寿美礼 | 瀬奈じゅん | 蘭寿とむ   | 十輝いりす | 彩凪翔     | 水美舞斗   |
| フランソワーズ          | 秋篠美帆              | 秋篠美帆   | ひびき美都 | 遠野あすか | 遠野あすか | 遠野あすか | 音波みのり | 星南のぞみ | 白河りり   |
| ミシェル                | 宝純子                | 宝純子     | 瀬川佳英   | 瀬奈じゅん | 彩吹真央   | 愛音羽麗   | 鶴美舞夕   | 真那春人   | 礼華はる   |
| エヴァ                  | 美野真奈              | 美野真奈   | 峰丘奈知   | 矢代鴻     | 矢代鴻     | 矢代鴻     | 花愛瑞穂   | 沙月愛奈   | 白雪さち花 |
| アルベール              | 朝香じゅん            | 朝香じゅん | 幸和希     | 楓沙樹     | 楓沙樹     | 眉月凰     | 天寿光希   | 橘幸       | 英かおと   |
| ピエール                | 磯野千尋              | 磯野千尋   | 真矢みき   | 彩吹真央   | 蘭寿とむ   | 未涼亜希   | 麻央侑希   | 陽向春輝   | 七城雅     |
| ジョルジュ              | 但馬久美              | 但馬久美   | 宝純子     | 矢吹翔     | 矢吹翔     | 大伴れいか | 十碧れいや | 奏乃はると | 凛城きら   |
| シャルル                | なかいおり            | なかいおり | 磯野千尋   | 夏美よう   | 夏美よう   | 夏美よう   | 壱城あずさ | 桜路薫     | 夢奈瑠音   |
| ジュヌヴィエーヴ        | 梢真奈美              | 梢真奈美   | 香坂千晶   | 沢樹くるみ | 沢樹くるみ | 桜一花     | 五條まりな | 妃華ゆきの | きよら羽龍 |
| フレデリーク            | 真汐ちなみ            | 真汐ちなみ | 真汐ちなみ | 高翔みず希 | 高翔みず希 | 高翔みず希 | 翔馬樹音   | 煌羽レオ   | 柊木絢斗   |
| セルジュ                | 瀬川佳英              | 瀬川佳英   | 南海里     | 貴月あゆむ | 貴月あゆむ | 紫陽レネ   | 海隼人     | 鳳華はるな | 遥稀れお   |
| アラン                  | 清まさみ              | 安寿ミラ   |            | 桐生園加   | 桐生園加   |            |            |            |            |
| ローラン                | 翼悠貴                | 翼悠貴     | 雪風嶺     | 蘭寿とむ   | 貴怜良     | 星紀はんな | 礼真琴     | 星加梨杏   | 一輝翔流   |
| 脚本・演出 （スタッフ） | 柴田侑宏              | 柴田侑宏   | 柴田侑宏   | 柴田侑宏   | 柴田侑宏   | 柴田侑宏   | 柴田侑宏   | 柴田侑宏   | 柴田侑宏   |
| 演出 （スタッフ）       | -                     | -          | -          | 正塚晴彦   | 正塚晴彦   | 正塚晴彦   | 正塚晴彦   | 正塚晴彦   | 樫畑亜依子 |

## 備考
※柴田は先述通り、本作の着想源を「白痴」（ドストエフスキー作）と明言している。彼は元来、1970年代前半頃に宝塚での「白痴」舞台化企画を練ったが、結局断念した経緯があり、その後、「白痴」で感銘を受けた要素を取り入れてのオリジナル作品の創作に関心を切り換え、書かれたのが本作だった。
※本作同様、「白痴」から着想を得た作品として、柴田は先にオリジナル作品「フィレンツェに燃える」（1975年初演／以下「フィレンツェ…」）も書いており、「フィレンツェ…」について柴田は「『白痴』のバリエーション」とはっきり述べている。いわば本作は「フィレンツェ…」と同源の作品なだけに、人物設定・人物配置の点で「フィレンツェ…」と相似性が認められる。もちろんそれぞれ、まったく異なる出演者たちのために書かれた作品で、展開・結末はかなり異なっており、2作とも、柴田が「白痴」について考え抜いた後だからこそ書けた作品であるといえる。
※柴田は「主人公を魅力的たらしめるのはヒロイン」との信条から、主役男女2人ともをしっかり描き込む作風で知られ、本作主役たちもその例に漏れない形で描かれている。本作の主役たちについてのインタビューに柴田は「クロードは非常に純粋な男の一つの典型で、その匙加減が難しいところですが、シャロンは更に難しく、生きるための考え方をしっかりと持ち、この時代のパリの女性の中では誰にも引けを取らないような人物。登場場面から非常に難しい。」と答えており、本作ではヒロインの演技の方が主人公より難しい、と言明している。
※最晩年の柴田は健康問題が顕在化し、2018年再演予定の「あかねさす紫の花」の準備期間には、体調を崩すことも多く、再演のための打ち合わせも儘ならない状況だったとの証言があり、同作の前作だった本作2017年版のための脚本推敲が、結果的に柴田の劇作家生活最後の仕事となった可能性がある。